# John Martin (piloto de corridas)
John Martin (Gosford, Austrália, 8 de Julho de 1984) é um piloto de carros australiano.

## Carreira

### Karting
- 2004: Pole e 2.º lugar nos Nacionais Australian Resa; 2.º em Queensland, no Australian Rotax Light ; 2.º em Queensland, no Australian Clubman Heavy e 4.º no Nacional de Seniores Pesado
- 2003: Campeonatos Geelong Ford Kartstars, Austrália
- 2002: 1.º no  Resa Queensland State Championship
- 2001: 5.º nos Resa Nationals

### Fórmulas
John Martin acabou em 28.º no Masters de Fórmula 3 de 2007.
Em 2007-08 e 2008-09 esteve no campeonato A1 Grand Prix com a A1 Team Austrália.
John Martin assinou com o Rangers F.C. para pilotar o carro deste clube na Temporada da Superleague Fórmula de 2009.

## Resultados na Carreira
| Temporada | Campeonato                                | Equipa                           | Corridas | Vitórias | Poles | Voltas mais rápidas | Pontos | Pos.     |
| --------- | ----------------------------------------- | -------------------------------- | -------- | -------- | ----- | ------------------- | ------ | -------- |
| 2009      | World Series by Renault                   | Comtec Racing                    | 3        | 0        | 0     | 0                   | 1*     | 22.º*    |
| 2009      | Superleague Fórmula                       | Rangers F.C./Alan Docking Racing | 0        | 0        | 0     | 0                   | 0      | —        |
| 2008–09   | A1 Grand Prix                             | A1 Team Austrália                | 14       | 0        | 0     | 0                   | 36     | 8.º (1)  |
| 2008      | Fórmula 3 Britânica                       | Räikkönen Robertson Racing       | 22       | 0        | 0     | 1                   | 45     | 13.º     |
| 2007-08   | A1 Grand Prix                             | A1 Team Austrália                | 12       | 0        | 0     | 0                   | 18     | 17.º (1) |
| 2007      | Fórmula 3 Britânica                       | Alan Docking Racing              | 22       | 0        | 0     | 0                   | 16     | 15.º     |
| 2006      | Fórmula Ford Austrália                    | CAMS Rising Star                 | 23       | 8        |       |                     | 300    | 1.º      |
| 2006      | Fórmula Ford Reino Unido                  | Alan Docking Racing              | 8        | 1        |       |                     |        |          |
| 2005      | Fórmula Ford Austrália                    | Cram Competition                 | 6        | 2        | 1     |                     | 71     | 10.º     |
| 2005      | Fórmula Ford Nova Gales do Sul, Austrália | Borland Racing Developments      | 18       | 11       |       |                     | 418    | 2.º      |
| 2005      | Fórmula Ford Victoria, Austrália          | Borland Racing Developments      | 15       | 6        | 5     |                     | 425    | 1.º      |

- - Época em curso.

- (1) = Classificação por equipas.